# Gyrophaena gaudens
Gyrophaena gaudens är en skalbaggsart som beskrevs av Thomas Casey 1906. Gyrophaena gaudens ingår i släktet Gyrophaena och familjen kortvingar. Inga underarter finns listade i Catalogue of Life.